# Джон Вокер (легкоатлет)
Джон Джордж Вокер (англ. John George Walker; нар. 12 січня 1952) — легкоатлет-бігун з Нової Зеландії. Чемпіон Олімпійських ігор 1976 року з бігу на 1500 метрів. Також встановив світовий рекорд з бігу на 1 милю. Має титул Командора ордена Британської імперії.
Першим значним досягненням Вокера як бігуна стало друге місце на Іграх співдружності 1974 року на дистанції 1500 метрів. У тому забігу він став другим після Філберта Байї, а обоє вони показали кращий результат, ніж діючий на той час вітовий рекорд. На тих же Іграх Вокер завоював бронзову медаль на дистанції 800 метрів, встановивши особистий рекорд. Цей результат (1.44,92) і досі є другим результатом на цій дистанції серед новозеландських бігунів (після Пітера Снелла).
12 серпня 1975 року в Гетеборзі Джон Вокер встановив новий світовий рекорд на дитсанції 1 миля, показавши час 3.49,4. Він став першим, хто в цій біговій дисципліні перейшов відмітку 3 хвилин 50 секунд. Його рекорд простояв до 17 липня 1979 року, коли його перевершив Себастьян Коу.
Наступного року 30 червня в Осло Вокер встановив рекорд на дистанції 2000 метрів, перевершивши попередній рекорд Мішеля Жазі на 5 секунд.
У 1976 році взяв участь в Олімпійських іграх. На дистанції 800 метрів Вокер не дійшов до фіналу, але здобув золоту нагороду на дистанції 1500 метрів. У фінальному забігу завдяки прискоренню він за 20 метрів до фінішу обійшов Іво Ван Дамме і Пола-Гайнца Веллманна.
Серед інших досягнень Вокера срібна медаль на дистанції 1500 метрів на Іграх Співдружності 1982 року. Згодом він почав бігати довші дистанції і на Олімпійських іграх 1984 року та Іграх Співдружності 1986 року виступав на дистанції 5000 метрів, проте не мав успіху.
У 1990 році введений до Залу спортивної слави Нової Зеландії, а у 1996 році нагороджений Бронзовим Олімпійським орденом від МОК.
Після завершення спортивної кар'єри займається бізнесом у магазині для кінного спорту, який утримує зі своєю дружиною. Тричі обирався членом міської ради Окленда.

## Виступи на змаганнях
| Рік  | Змагання               | Місто       | Місце           | Дистанція   | Результат | Дата      |
| ---- | ---------------------- | ----------- | --------------- | ----------- | --------- | --------- |
| 1974 | Крайстерч 1974         | Крайстерч   | III             | 800 метрів  | 1.44,92   | 29 січня  |
| 1974 | Крайстерч 1974         | Крайстерч   | II              | 1500 метрів | 3.32,52   | 2 лютого  |
| 1976 | Літні Олімпійські ігри | Монреаль    | 3 в 3-му забігу | 800 м       | 1.47,63   | 23 липня  |
| 1976 | Літні Олімпійські ігри | Монреаль    | I               | 1500 м      | 3.39,17   | 31 липня  |
| 1982 | Брисбен 1982           | Брисбен     | II              | 1500 метрів | 3.43,11   | 9 жовтня  |
| 1982 | Брисбен 1982           | Брисбен     | DNS             | 5000 метрів | —         | 7 жовтня  |
| 1984 | Літні Олімпійські ігри | Лос-Анжелес | 8               | 5000 метров | 13.24,46  | 11 серпня |